# Ellsworth (Wisconsin)
Ellsworth és una població dels Estats Units a l'estat de Wisconsin. Segons el cens del 2000 tenia 2.909 habitants.

## Demografia
Segons el cens del 2000, Ellsworth tenia 2.909 habitants, 1.169 habitatges, i 755 famílies. La densitat de població era de 301,1 habitants per km².
Dels 1.169 habitatges en un 32,5% hi vivien nens de menys de 18 anys, en un 50,5% hi vivien parelles casades, en un 10,8% dones solteres, i en un 35,4% no eren unitats familiars. En el 30% dels habitatges hi vivien persones soles el 14,9% de les quals corresponia a persones de 65 anys o més que vivien soles. El nombre mitjà de persones vivint en cada habitatge era de 2,38 i el nombre mitjà de persones que vivien en cada família era de 2,98.
Per edats la població es repartia de la següent manera: un 24,6% tenia menys de 18 anys, un 9,6% entre 18 i 24, un 28,5% entre 25 i 44, un 21,6% de 45 a 60 i un 15,7% 65 anys o més.
L'edat mediana era de 36 anys. Per cada 100 dones de 18 o més anys hi havia 85,9 homes.
La renda mediana per habitatge era de 42.604$ i la renda mediana per família de 51.286$. Els homes tenien una renda mediana de 36.069$ mentre que les dones 25.000$. La renda per capita de la població era de 18.661$. Aproximadament el 2,6% de les famílies i el 5,4% de la població estaven per davall del llindar de pobresa.

## Poblacions més properes
El següent diagrama mostra les poblacions més properes.